# Rivalier
Der Rivalier ist ein kleiner Fluss in Frankreich, der in der Region Nouvelle-Aquitaine verläuft. Er entspringt unter dem Namen Ruisseau de la Vergne westlich des Gemeindehauptortes von Saint-Goussaud, entwässert generell in nordwestlicher Richtung und mündet nach rund 18 Kilometern im Gemeindegebiet von Bersac-sur-Rivalier als linker Nebenfluss in den Ardour. Auf seinem Weg durchquert der Rivalier die Départements Creuse und Haute-Vienne. 
Im Oberlauf quert der Fluss die Bahnstrecke Montluçon–Saint-Sulpice-Laurière, im Unterlauf wird er von der Bahnstrecke Les Aubrais-Orléans–Montauban-Ville-Bourbon begleitet.

## Orte am Fluss
(Reihenfolge in Fließrichtung)
- Le Fieux, Gemeinde Saint-Goussaud
- Les Granges, Gemeinde Laurière
- La Ribière, Gemeinde Saint-Sulpice-Laurière
- Saint-Sulpice-Laurière
- Villevoux, Gemeinde Saint-Sulpice-Laurière
- Galachoux, Gemeinde Bersac-sur-Rivalier
- Le Chambon, Gemeinde Bersac-sur-Rivalier